# Philipp von Stosch

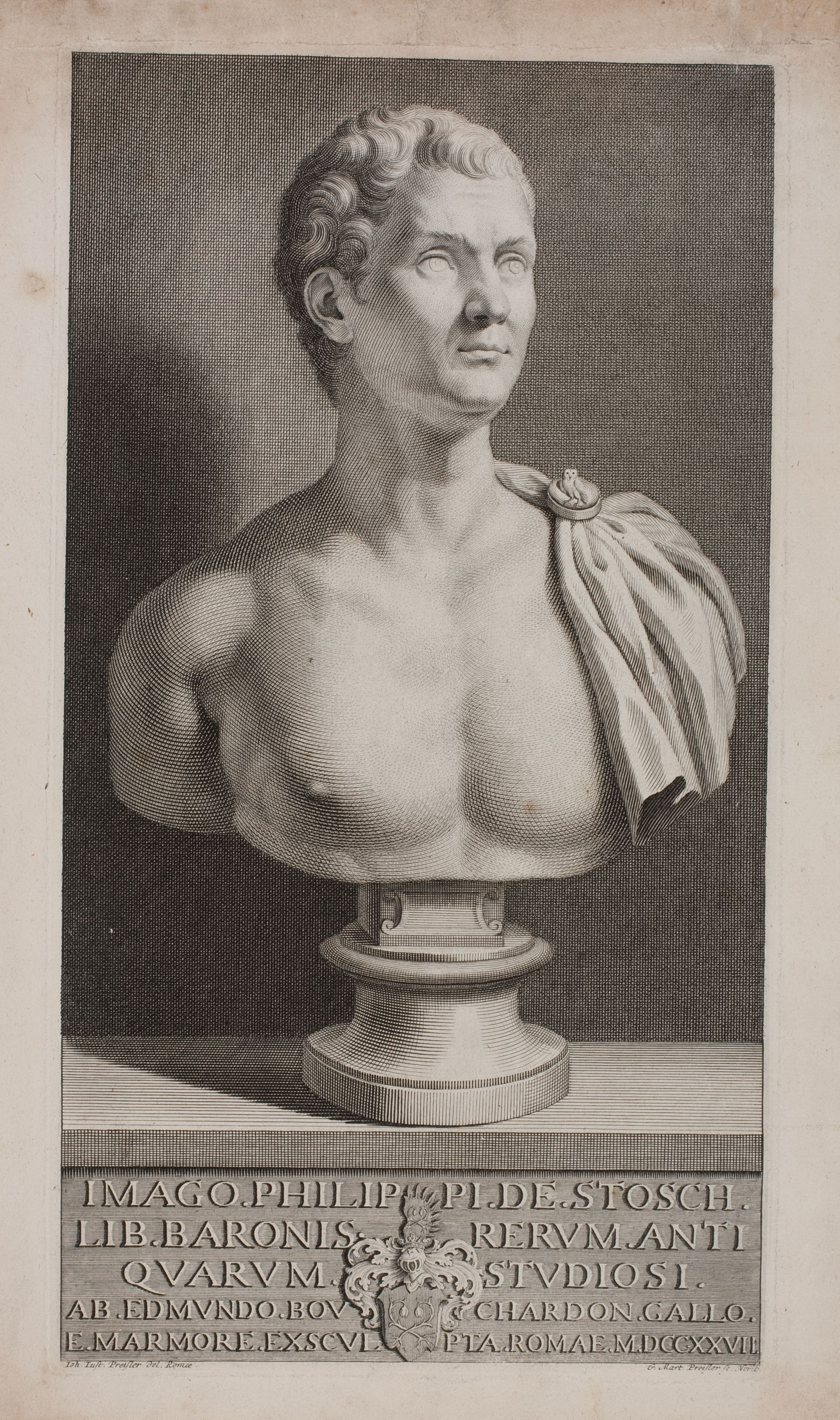
Stich Georg Martin Preisslers nach einer Zeichnung Johann Justin Preisslers nach einer Büste von Edmé Bouchardon; spätestens 1754 entstandener Kupferstich

Baron Philipp von Stosch (* 22. März 1691 in Küstrin; † 7. November 1757 in Florenz) war ein deutscher Diplomat, Antiquar, Numismatiker und Gemmenforscher. Er war einer der bedeutendsten Antikensammler des 18. Jahrhunderts, und seine Sammlung antiker Gemmen und Gemmenabdrücke ist bis heute eine der wichtigsten derartigen Sammlungen weltweit und einer der Grundstöcke der Berliner Antikensammlung.

## Leben, Leistung und Bedeutung
Philipp Stosch war Sohn des Arztes Philipp Siegismund Stosch (1656–1724) und dessen Ehefrau Louysa Vechner. Zunächst begann er ein Theologie-Studium an der Brandenburgischen Universität Frankfurt. Er brach es frühzeitig ab, um seinen antiquarisch-archäologischen Interessen und Reisewünschen nachgehen zu können. Im Alter von 19 Jahren ging er 1710 in die Niederlande, wo sein Cousin, der Baron von Schmettau, preußischer Gesandter war. Durch diesen wurde er in die diplomatischen Kreise eingeführt. Obwohl er aus bürgerlichen Kreisen stammte, bewegte er sich von nun an in Adels- und Hofkreisen in weiten Teilen Europas. Er machte Bekanntschaft mit dem Diplomaten und Kunstsammler François Fagel (1659–1746), der Stoschs erster Gönner wurde. Dieser schickte ihn 1712 mit einem vertraulichen diplomatischen Auftrag nach London. Zwei Jahre später reiste er mit Schmettau über Südfrankreich nach Rom. In Rom machte er Bekanntschaft mit Bernard de Montfaucon, auf dessen Empfehlung er über den päpstlichen Kämmerer Giusto Fontanini (1666–1736) auch mit Papst Clemens XI. in Kontakt kam, der ihn freundschaftlich aufnahm und ihn gerne dauerhaft in Rom behalten hätte. Mit dessen Neffen Alessandro Albani begann Stosch eine lebenslange Freundschaft. Auch wurde er mit dem Architekten Giuseppe Merenda (1687–1767) bekannt. 1717/18 erfolgte die Rückreise über Florenz und Venedig nach Wien, da ihn sein Vater nach dem Tod des älteren Bruders Ludwig zurückgerufen hatte. In Wien wurde er von Kaiser Karl VI. wahrscheinlich für seine diplomatischen Verdienste geadelt und konnte dessen Münzsammlung begutachten. Von Wien reiste er nach Prag und dann nach Dresden. In Dresden wurde ihm der Titel eines königlichen Rates und Antiquarius verliehen und eine Pension ausgesetzt. Von 1719 bis 1721 weilte er – nun in sächsischen Diensten – als Gesandter in den Niederlanden, von wo er Jacob Heinrich von Flemming, dem sächsischen Regierungschef, regelmäßig berichtete. Zudem hielt er sich bei seinem alten Freund Fagel auf. Nachdem er 1719 Preußen verlassen hatte, kehrte er bis zu seinem Tod nicht mehr in seine Heimat zurück. Von 1722 bis zu seinem Tod lebte er in Italien, bis 1731 in Rom, danach in Florenz. Als englischer Geheimagent war er an der Überwachung des schottischen Thronprätendenten James Francis Edward Stuart beteiligt. Seine Übersiedlung nach Florenz erklärte er selbst damit, enttarnt worden zu sein und um sein Leben zu fürchten. Diese Aussage entbehrt wohl aber einer realen Grundlage, womit die wahren Gründe nicht ersichtlich sind. Möglicherweise hatte er Rom verlassen müssen, da er als vermeintlicher oder echter Atheist, Freimaurer – er gehörte der Loge Zu den 3 Degen in Halle an – und wohl offen lebender Homosexueller dort mit Problemen rechnen musste.

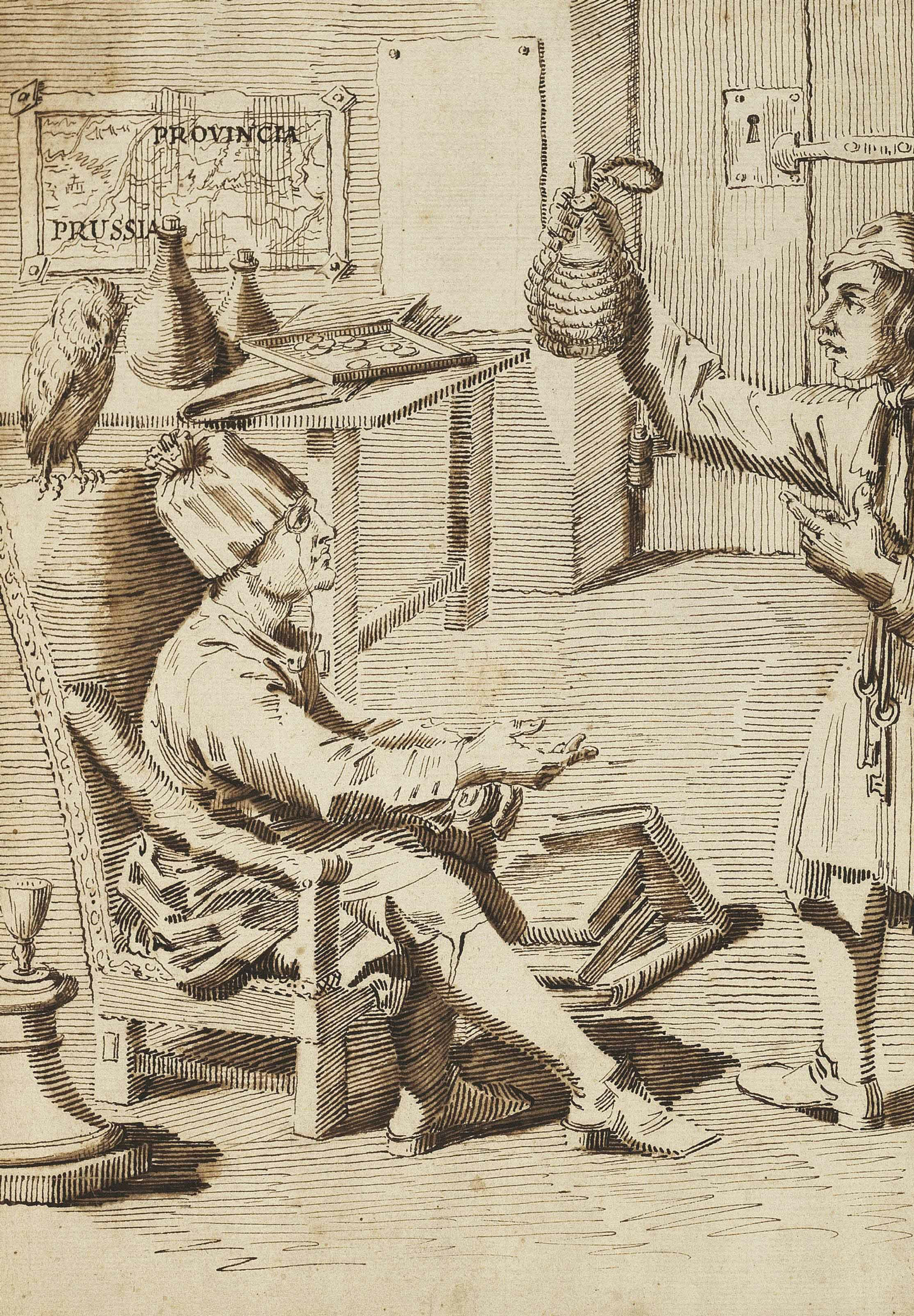
Zeitgenössische Federzeichnung Pier Leone Ghezzis: Philipp von Stosch während seiner Studien, rechts ein Diener, der eine Flasche hoch hält

Einen Namen machte sich Stosch vor allem als Antikenforscher und Sammler. Nachdem er zunächst bei der Bearbeitung von Fagels Münzsammlung mitwirkte, wurde er von diesem mit numismatischen Aufgaben bei seinen diplomatischen Missionen betraut. Neben seinem ersten Gönner fand er immer wieder weitere Mäzene, die seine Sammelleidenschaft förderten. Pensionen erhielt er etwa vom Papst, aber auch von den Holländern, Sachsen und Engländern. Auch als Antikenhändler konnte er zu seinem Unterhalt und der Erweiterung seiner eigenen Sammlung beitragen. Durch sein offenes, einnehmendes Wesen und seine Wissbegierde konnte er sich schnell und überall Freunde machen und Zugang zu Sammlungen bekommen, die zuvor für Interessenten verschlossen blieben. Paul Ortwin Rave schilderte ihn als „schauend, lernend, sammelnd, stets mehr nehmend als gebend“. Seine Sammlung geschnittener Steine wurde eine der bedeutendsten ihrer Art. Daneben sammelte er in geringerem Maße Münzen und andere Artefakte. Bekanntestes Stück der Sammlung war neben den Gemmen der sogenannte Stosch’sche Stein, der nach ihm benannt wurde. Während seiner Zeit in Italien wurde er durch autodidaktische Studien zum Fachgelehrten auf seinen Interessensgebieten und konnte dabei auf eine breite Materialkenntnis zurückgreifen. Für Stosch waren die Darstellungen auf den Gemmen ein Mittel zur kulturhistorischen Erschließung der Antike, insbesondere der Mythologie der Griechen und Römer. Er nutzte sie, um einen möglichst lückenlosen Überblick über die Darstellungen der Götter und ihrer Attribute, der Heldensage und Historie, von Gebräuchen und von Gegenständen des täglichen Lebens zu geben. Zu seiner Sammlung gehörten 3444 originale antike Intaglien, darüber hinaus aber auch 28.000 Abdrücke von Gemmen aus nahezu allen bedeutenden Sammlungen Europas, die er zum Teil selbst angefertigt hatte. Seine Häuser in Rom und Florenz waren Treffpunkte von Gelehrten, Kunstkennern und Künstlern, darunter auch Markus Tuscher. Mit vielen weiteren Gelehrten, darunter Carl Gustav Heraeus und Johann Joachim Winckelmann, der nach dessen Tod einen Katalog von Stoschs Gemmensammlung besorgte, stand er in brieflichem Kontakt. Einen persönlichen Kontakt zwischen dem großen Sammler Stosch und Winckelmann gab es nicht, doch zeigte sich Stosch sehr aufgeschlossen für die Methoden des jungen Forschers Winckelmann. Er war Mitglied der Accademia Etrusca in Cortona und der Società Columbaria in Florenz. Wenige andere Mitglieder der Accademia Etrusca nahmen so regen aktiven Anteil am Leben der Gesellschaft, für die er viele Vorträge hielt. Als Assistenten hielten sich bei ihm Georg Martin Preissler (1700–1754) und Johann Adam Schweickart auf.

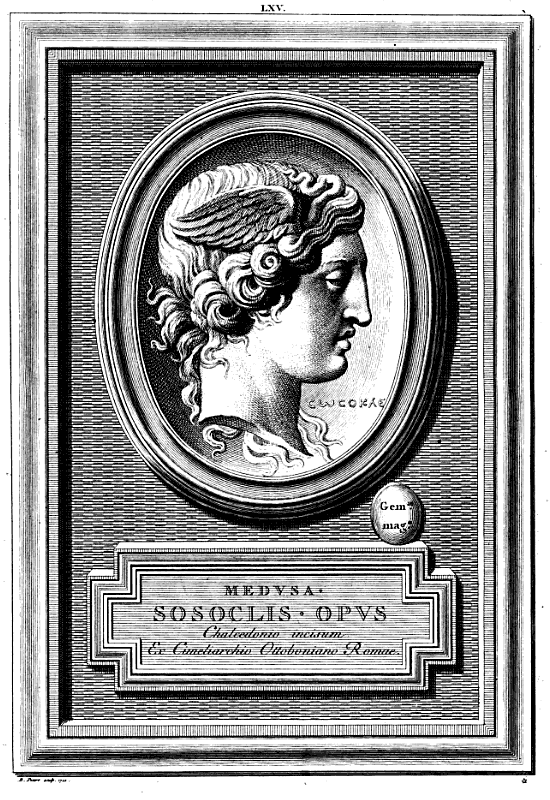
Sophokles’ Medusa in einem Stich von Bernard Picart, Seite 89 des Werkes Gemmae antiquae caelatae.

Noch bevor Stosch nach Rom übersiedelte, plante er eine Publikation seiner Sammlung und der Inschriften auf seinen Gemmen. Das Werk Gemmae antiquae caelatae, scalptorum nominibus insignitae erschien 1724 zweisprachig auf Latein und Französisch in Amsterdam. Bei seinem Werk, in dem er sich auf 70 signierte Gemmen konzentrierte, die er für antik hielt, griff er auf die Forschungen von Charles César Baudelot de Dairval (1648–1722) zu den Gemmeninschriften zurück. Dank seiner Kenntnisse konnte er vielfach Nachahmungen und Fälschungen identifizieren, die zu dieser Zeit besonders häufig waren, da die Gemmenforschung in besonders hohem Ansehen stand. Bis heute werden etwa die Hälfte aller von ihm in der Masse neuzeitlicher Nachahmungen als echt gehaltenen Künstlersignaturen auch weiterhin für antik gehalten. Die Stiche zu seinem Werk besorgte Bernard Picart, der das Werk auch verlegte, nach Zeichnungen von Johannes Hieronymus Odam; die Stiche sind – ungewöhnlich für bildliche Wiedergaben der Zeit – von bestechender Genauigkeit. Peter Zazoff attestierte Stosch, dass dessen Werk noch heute wissenschaftlichen Ansprüchen genüge. Die Arbeiten zu den signierten Gemmen wurden von Domenico Augusto Bracci fortgeführt, der sich zuvor schon Hoffnungen auf den Auftrag zur Bearbeitung der Sammlung gemacht hatte. Eine geplante Publikation eines topografisch-geographischen Atlanten, der Pläne und Ansichten von Städten, Festungen, Gebäuden und Gärten sowie Ereignissen wie Festen, Schlachten und Belagerungen zeigen sollte, kam trotz der fortgeschrittenen Arbeit mit am Ende 324 Bänden nicht zum Druck (siehe Atlas Stosch). Auch für diesen Bereich sammelte er seit seiner Jugend umfassend Material. Dieser Teil der Sammlung befindet sich heute in Wien. Darüber hinaus sammelte er auch Gemälde, Grafiken, Waffen und Handschriften. Carl Justi gab 1871 antiquarische Briefe von Stosch heraus.
Stosch wurde auf dem Antico Cimitero degli Inglesi in Livorno beerdigt. Er war nicht verheiratet und hatte keine Kinder. Sein Neffe Heinrich Wilhelm Muzel-Stosch, Sohn des Gymnasialprofessors Friedrich Muzel, wurde von ihm adoptiert und beerbte ihn. Er beauftragte Winckelmann mit der Schaffung des Kataloges und verkaufte die Stosch’sche Sammlung 1764 an König Friedrich II. von Preußen. Die Theologen Eberhard Heinrich Daniel Stosch und Ferdinand Stosch und der Mediziner Friedrich Ludwig Hermann Muzell waren ebenfalls seine Neffen.

## Schriften
- Gemmae antiquae celatae, scalptorum nominibus insignitae. Ad ipsas gemmas, aut earum ectypos delineatae & aeri incisae, per Bernardum Picart. Ex praecipuis Europae museis selegit & commentariis illustravit Philippus de Stosch = Pierres antiques gravées, sur les quelles les graveurs ont mis leurs noms. Dessinées et gravées en cuivre sur les originaux ou d’après les empreintes par Bernard Picart. Tirées des principaux cabinets de l’Europe, expliquées par Philippe de Stosch. Bernard Picart, Amsterdam 1724 (Digitalisat).